# Błąd kolimacji
Błąd kolimacji – błąd nieprostopadłości osi celowej lunety (cc) do poziomej osi obrotu lunety (hh) w teodolicie.
Błąd jest możliwy do wyeliminowania poprzez uwzględnienie w pomiarach poprawek uzyskanych przez odczyt kąta w dwóch położeniach lunety (przełożenie przez zenit).
Wzór na wartość błędu kolimacji:
{\displaystyle K={\frac {(O_{2}-O_{1})-200^{g}}{2}},}
gdzie:
{\displaystyle O_{1}} – odczyt z limbusa w pierwszym położeniu lunety,
{\displaystyle O_{2}} – odczyt z limbusa w drugim położeniu lunety (po przerzuceniu jej przez zenit i obrocie o 180°).
Innym sposobem określenia błędu jest wyznaczenie jego poczwórnej wartości na podstawie odczytów na łacie niwelacyjnej. Po jednej stronie teodolitu, w odległości około 50 m, na wysokości osi celowej ustawiamy poziomo łatę, a po przeciwnej stronie (+/− 200g) teodolitu obieramy punkt P. Celujemy na punkt P w pierwszym położeniu lunety i po obróceniu lunety wokół osi poziomej (przez zenit) wykonujemy odczyt na łacie. Czynności powtarzamy w drugim położeniu lunety, celując najpierw na ten sam punkt P i wykonując ponowny odczyt na łacie. Różnica odczytów na łacie jest poczwórną, liniową miarą błędu kolimacyjnego.